# A. J. Green (basket-ball)
A. J. Green, né le 27 septembre 1999 à Cedar Falls dans l'Iowa, est un joueur américain de basket-ball évoluant au poste d'arrière.

## Biographie

### Carrière universitaire
Entre 2018 et 2022, il joue pour les Panthers de Northern Iowa.

### Carrière professionnelle
Le 23 juin 2022, il n'est pas sélectionné lors de la draft 2022 de la NBA.
Après une saison en two-way contract, il signe en juillet 2023 un contrat de plusieurs saisons avec les Bucks de Milwaukee.

## Statistiques

### Universitaires
| Saison    | Équipe        | Matchs | Titul. | Min./m | % Tir | % 3pts | % LF | Rbds/m. | Pass/m. | Int/m. | Ctr/m. | Pts/m. |
| --------- | ------------- | ------ | ------ | ------ | ----- | ------ | ---- | ------- | ------- | ------ | ------ | ------ |
| 2018-2019 | Northern Iowa | 34     | 34     | 29.9   | .410  | .348   | .864 | 3.0     | 2.3     | .6     | .1     | 15.0   |
| 2019-2020 | Northern Iowa | 31     | 31     | 34.8   | .416  | .391   | .917 | 3.0     | 3.0     | .7     | .0     | 19.7   |
| 2020-2021 | Northern Iowa | 3      | 3      | 36.3   | .464  | .407   | .667 | 5.7     | 2.7     | 1.3    | .7     | 22.3   |
| 2021-2022 | Northern Iowa | 31     | 31     | 36.4   | .410  | .388   | .915 | 3.7     | 2.5     | .8     | .0     | 18.8   |
| Carrière  | Carrière      | 99     | 99     | 33.7   | .414  | .378   | .900 | 3.3     | 2.6     | .7     | .1     | 17.9   |

## Palmarès

### Distinctions personnelles
- 2× MVC Player of the Year (2020, 2022)
- 2× First-team All-MVC (2020, 2022)
- Third-team All-MVC (2019)
- MVC Freshman of the Year (2019)
- Emirates NBA Cup Winner (2024)